# سماعي (لغة)
السماعي في اللغة ما نسب إلى السماع، وفي الاصطلاح: هو ما لم تذكر فيه قاعدة كلية مشتملة على جزئياته.